# 小行星24201
小行星24201（24201 Davidkeith）是一颗绕太阳运转的小行星，为主小行星带小行星。该小行星于1999年12月发现。

## 轨道参数
小行星24201的轨道半长轴为351 864 062 km，2.3520325 UA，离心率为0.085。